# Asterix & Obelix XXL
Asterix & Obelix XXL è un videogioco in stile avventura dinamica pubblicato nel 2004 in Europa per PC, PlayStation 2, Game Boy Advance e Nintendo GameCube, e in seguito negli Stati Uniti (solo per PlayStation 2) con il nome Asterix & Obelix: Kick Buttix. È basato sulla serie di fumetti francese Asterix, che segue le vicende del guerriero gallico Asterix nell'anno 50 a.C., e la sua battaglia contro i romani.
Il videogioco ha avuto un sequel intitolato Asterix & Obelix XXL 2: Mission Las Vegum pubblicato nel 2005. Ha avuto poi un altro sequel, Asterix & Obelix XXL 3: The Crystal Menhir, uscito nel 2019. Nel 2022 è stato pubblicato un quarto sequel, Asterix & Obelix XXXL: The Ram From Hibernia.

## Trama
Asterix e Obelix decidono di andare nella foresta a caccia di cinghiali, quando scoppia un temporale e un albero lì vicino a loro viene colpito da un fulmine. Idefix, che era partito con loro, scappa nella foresta, spingendo i due a separarsi per cercarlo, ma Asterix scorge il suo villaggio in fiamme e corre a vedere che è successo, lasciando Obelix a cercare Idefix. Fa la conoscenza di una spia Romana che afferma di essere stata licenziata da Cesare perché secondo lui era di troppo, nonostante fosse il migliore agente segreto di Roma, e che nel villaggio è avvenuta una terribile battaglia nella quale, nonostante i Galli si siano battuti valorosamente, sono stati sconfitti e rinchiusi in celle separate. Asterix decide così di cercare queste celle, e attraversando il villaggio elimina dalla sua vista tutti i romani che incontra. Asterix ritrova infine Obelix, e i due ritrovano poi Idefix, e dopo aver fatto irruzione nell'accampamento, i galli trovano la gabbia dove è rinchiuso il druido Panoramix; lo liberano e quest'ultimo racconta che i Romani, nell'assalto del villaggio, hanno rapito tutti i suoi abitanti mettendoli in gabbie separate. Inoltre, Cesare possedeva una mappa di marmo che raffigurava tutte le province dell'Impero, e poi l'ha distrutta probabilmente per tenere segreti i luoghi dell'esilio; ognuno dei Galli è però riuscito a recuperarne un pezzo, e Panoramix dà loro il pezzo della Normandia, dove sono rinchiusi Automatix ed Ordinalfabetix.
Una volta arrivati in Normandia si dovranno scontrare con altri tipi di romani, alternati a bande di normanni, e dopo le numerose vicende raggiungono una macchina da guerra di enormi dimensioni in grado di sparare bombe. Asterix e Obelix distruggono la macchina e liberano i prigionieri, che consegnano loro il pezzo della mappa di Cesare che rappresenta la Grecia, dove sono tenuti prigionieri Falbalà, Beniamina, Matusalemix e sua moglie. Una volta giunti in Grecia, dopo aver sconfitto un'altra macchina come la precedente, liberano Falbalà e Beniamina e vengono a sapere che Matusalemix e sua moglie sono stati recentemente tenuti prigionieri in Elvezia, di cui daranno ai nostri eroi il pezzo della mappa. Giunti in Elvezia, dopo aver distrutto un'altra variazione della macchina da guerra romana, i Galli liberano Matusalemix e sua moglie, che diranno loro che Assuranceturix è stato tenuto prigioniero in Egitto, in una piramide isolante acustica. Arrivati in Egitto, la solfa si ripete e anche Assuranceturix, liberato, consegna ai due Galli il pezzo della mappa, quello di Roma, dove è stato rinchiuso Abraracourcix.
Dopo aver sconfitto un migliaio e più di Romani, i galli liberano Abraracorcix, ma restano da liberare solo i due scudieri del capo, così entrambi arrivano nella stanza finale dove vi sono due macchine da guerra. Ma neanche questo basta a fermare i due Galli, e Cesare ammette la sua sconfitta, libera gli ultimi due prigionieri e iniziano le ovazioni per Asterix, Obelix e Idefix.
Nell'epilogo, tutti i Galli ritornano al villaggio, in festa per la vittoria, dove si trova ora la testa di Cesare in pietra, una volta cella degli scudieri del grande capo, e ormai piena degli elmi dei romani.

## Modalità di gioco
Il gioco è un picchiaduro a piattaforme tridimensionale dove il giocatore impersona Asterix od Obelix che esplorano insieme 6 aree esplorabili dell'impero romano, seguendo la successione dei sei mondi (o province), ossia Gallia, Normandia, Grecia, Elvezia, Egitto e Italia. In ogni provincia, i protagonisti incontreranno un agente romano, che prima fungerà da tutorial e per tutto il gioco donerà loro di tanto in tanto loro informazioni interessanti sulla storia. Alla fine di ogni provincia (eccetto la prima), si trova un boss da battere, generalmente una macchina da guerra di enormi dimensioni in grado di sparare bombe e il cui punto debole sono le viti, protette da macchinari appuntiti disattivabili grazie ad un pulsante circondato da punte acuminate; il modo per sconfiggerla cambia sostanzialmente di provincia in provincia. Una volta distrutta la macchina da guerra, si liberano i principali abitanti del villaggio, che donano ad Asterix e Obelix un altro pezzo della mappa di marmo. È possibile uscire dalla partita in corso in qualsiasi momento e tornare indietro attraverso i punti di controllo esplorati, per trovare allori d'oro non raccolti in precedenza o prendere altri elmi.
Lungo il gioco si trovano infatti numerosissimi elmi, divisi tra elmi legionari che valgono un solo punto, e centurioni, che valgono 10 elmi; questi elmi servono a comprare punti vita, scudi (cioè gruppi di 4 di punti vita) o combo potenti da venditori ambulanti che si trovano in alcuni punti del gioco, e si raccolgono per terra, rompendo casse di legno o di ferro o distruggendo gabbie degli abitanti del villaggio degli Irriducibili. Sono presenti inoltre dei moltiplicatori di elmi di 3 e di 10, di breve durata ma possibili da concatenare fra loro, e ottenibili tramite delle combo speciali intercambiabili tra i due personaggi. Infine esistono gli allori d'oro, situati spesso in luoghi nascosti; trovarli tutti in una sola provincia permette di sbloccare un costume puramente estetico per Asterix od Obelix.
Il controllo di Asterix od Obelix cambia a seconda della situazione: Asterix è l'unico che può usare torce, con le quali accendere bracieri e micce, mentre Obelix può spaccare le casse di ferro senza l'ausilio della pozione magica e spostare massi enormi (più grandi di quelli che generalmente può spostare Asterix). È ovviamente presente anche la pozione magica, consumabile solamente da Asterix, e che rende invincibili e assai più forti e veloci e dona l'abilità del triplo salto; nel caso Asterix raccolga una pozione magica mentre è già sotto l'effetto di un'altra, verrà generata un'enorme onda d'urto che disarmerà e stordirà i nemici vicini. Asterix è l'unico che può anche usufruire di piattaforme; alcune di esse sono automatiche, mentre altre presentano una fune che va tirata da Obelix. Esistono anche delle catapulte che trasportano in avanti o indietro i protagonisti verso luoghi lontanissimi.
Per sconfiggere i romani (divisi in legionari, gladiatori, centurioni, vichinghi e altri), di solito bastano semplici scariche di pugni; i nemici più deboli vengono storditi per alcuni minuti quando colpiti, al che si possono afferrarli e usarli come un laso per danneggiare nemici circostanti e distruggere casse di legno. Per numeri ostici di nemici è possibile usare uno scatto per allontanarli. È anche possibile usare il cane Idefix, che morderà un nemico per disarmarlo per un breve periodo di tempo.

### Combo
Le mosse speciali (o "Combo") sono usabili solo se si riempie l'apposita barra a sinistra dello schermo, fattibile sfoderando colpi su colpi.
- Martello: il giocatore prende il romano e lo usa come martello per creare un'onda d'urto tale da disarmare gli avversari.
- Mazzata: il giocatore sbatte più volte il malcapitato sul terreno, colpendo vari nemici circostanti.
- Furia: Idefix morde più deretani romani (usabile premendo il suo apposito tasto).
- Talpa: il Asterix si nasconde sottoterra e colpisce i romani in maniera letale con un menhir (può sconfiggere fino a 8 romani alla volta).
- Vortice: i protagonisti si trasformano in vortici (possibile anche la fusione se si compra la sua versione migliorata).

### Nemici
- Legionario semplice: è il nemico più comune del gioco, e bastano tre colpi per batterlo;
- Centurione: sono ovviamente più forti dei legionari, e usano uno scudo col quale proteggersi.
- Legionario con mazza: legionari con una mazza di ferro potenti quanto i centurioni; appaiono per la prima volta in Grecia e attaccano roteando su sé stessi.
- Legionario arciere: sono legionari che sparano 5 frecce alla volta. Se sconfitti, lasciano cadere un cosciotto, equivalente a un punto vita.
- Vichingo: nemico presente solo in Normandia, è lento in attacco ma resistente.
- Capo vichingo: capo "centurione" di gruppetti di vichinghi.
- Legionario lanciere: si trova esclusivamente in Grecia, e combatte con un'enorme picca, che lo rende lento negli attacchi.
- Gladiatore: sono i "centurioni" della Grecia.
- Leone: sono molto veloci e non possono essere morsi.
- Corpi volanti: legionari dotati di uno zaino a razzo per spostarsi in volo: spengono i bracieri e talvolta rilasciano bombe.
- Legionario assaltatore: si scaglia in picchiata su un punto evidenziato da un mirino rosso sul terreno e attacca con le sue due lance, se il suo attacco non va a segno attaccherà di nuovo.
- Legionario pirata: un tipo di guerriero presente solo in Egitto.
- Capo pirata: capo "centurione" di gruppetti di pirati.
- Testuggini: sono disposte a quadrato, piramide, cerchio, cerchio spinato o triangolo. Le testuggini normali quadrate possiedono due attacchi a intermittenza, uno normale per respingere i nemici ai lati e uno dal basso che impedisce ai Galli di saltarvi sopra, rendendole però vulnerabili all'attacco; quelle a piramidi sono formati da tre piani, che attaccano uno alla volta; quelle circolari presentano uno spazio vuoto occupabile dal giocatore per distruggerla dall'interno, ma alcune riempiono lo spazio vuoto con le lance, costringendo il giocatore ad attaccare dall'esterno; e quelle triangolari sono spesso del tutto protette da lance, ma comunque distruttibili tramite certi meccanismi.

## Doppiaggio
| Personaggio         | Doppiatore italiano  |
| ------------------- | -------------------- |
| Asterix             | Massimo Di Benedetto |
| Obelix              | Stefano Albertini    |
| Abraracourcix       | Stefano Albertini    |
| Automatix           | Stefano Albertini    |
| Ordinalfaberix      | Pietro Ubaldi        |
| Spia                | Paolo Sesana         |
| Panoramix           | Paolo Sesana         |
| Cesare              | Paolo Sesana         |
| Assuranceturix      | Luca Bottale         |
| Matusalemix         | Paolo Sesana         |
| Signora Matusalemix | Elda Olivieri        |
| Beniamina           | Elda Olivieri        |
| Falbalà             | Elda Olivieri        |
| Venditore           | Marco Balzarotti     |

## Accoglienza
| Testata                          | Versione | Giudizio |
| -------------------------------- | -------- | -------- |
| Metacritic (media al 31-01-2020) | PS2      | 59/100   |
| 4Players                         | Tutte    | 66%      |
| GameSpot                         | Tutte    | 5.4/10   |
| IGN                              | Tutte    | 6.7/10   |
| Jeuxvideo.com                    | PC       | 12/20    |

Il gioco ha avuto un'accoglienza altalenante.
La rivista Play Generation lo ha considerato il quinto titolo con l'avventura più antica tra quelli disponibili su PlayStation 2.

## EdizioneRomasterede collezione completa
Il 29 agosto 2020, la Microïds ha annunciato una versione rimasterizzata del gioco chiamata Romastered. Tale versione è uscita il 22 ottobre dello stesso anno per PlayStation 4, Xbox One, Microsoft Windows e Nintendo Switch, e include quattro nuove modalità di gioco, ossia Corsa a ostacoli, Conto alla rovescia, Modalità Estrema e Rétro, che consente di ritornare alla grafica classica del gioco.
Il gioco è stato poi incluso in Asterix & Obelix XXL Collection, che comprende gli altri due titoli XXL ed è uscito il 12 novembre 2020 per PlayStation 4 e Nintendo Switch.